# Sverre Brodahl
Sverre Brodahl (n. 26 ianuarie 1909, Comuna Modum, Buskerud, Norvegia – d. 2 noiembrie 1998, Hønefoss⁠(d), Buskerud, Norvegia) a fost un schior de fond ce a reprezentat Norvegia, medaliat olimpic. A participat la o ediție a Jocurilor Olimpice (1936) în care a câștigat o medalie de argint și o medalie de bronz.